# Druga futsal liga FBiH
Druga futsal liga FBiH je biki malonogometno (dvoranski nogomet) klupsko natjecanje trećeg stupnja u Bosni i Hercegovini. 

## Sezona 2014./15.[1]
- MNK Joker, Novi Travnik
- MNK Klanac, Brčko
- MNK Kakanj, Kakanj
- MNK Maestral, Jajce
- MNK Salines, Tuzla
- MNK Samirče, Visoko

## Dosadašnji prvaci
- 2015./16. - nije igrano
- 2014./15. - MNK Joker, Novi Travnik[2]
- 2013./14. - nije igrano
- 2012./13. -  MNK Seljak, Livno (skupina Jug), MNK Galaktikosi, Visoko (skupina Sjever)[3]
- 2011./12. - MNK Mostar Stari Grad, Mostar (skupina Jug),[4] MNK Banovići, Banovići (skupina Sjever)[5]
- 2010./11. - MNK Centar, Sarajevo (skupina Jug),[6] MNK Bosna Kompred, Tuzla (skupina Sjever)[7]
- 2009./10. - MNK Comunicare, Mostar (skupina Jug),[8] MNK Libero, Zavidovići (skupina Sjever)[9]

## Vanjske poveznice
- Službene stranice NS FBiH